# 기예르모 바렐라
기예르모 바렐라 올리베라(Guillermo Varela Olivera, 1993년 3월 24일 ~ )는 우루과이의 축구 선수로, 페냐롤에서 2013년 잉글랜드 프리미어리그의 맨체스터 유나이티드로 이적하였다.
이후 2014년 레알 마드리드 카스티야로 임대되었으며, 2015년 복귀해 웨스트햄 유나이티드와의 경기에서 데뷔전을 가졌다.
그 후, 바렐라는 2016-17 시즌을 앞두고 아인트라흐트 프랑크푸르트로 1년 임대를 떠났다. 그러나, 2017년 5월 25일(한국시각)에 구단의 뜻을 어기고 문신을 하다가 다친 소식이 전해져 구단의 분노를 불러일으켰다. 결국 바렐라는 프랑크푸르트와의 임대 계약을 해지하여 맨유로 복귀하였다.
2017년 8월 12일, 페냐롤로 이적했다.
2018년 12월 20일, 코펜하겐으로 이적했다.